# کلد استاپ
 کلد استاپ (به انگلیسی: Cold stop)
رده درمانی: ترکیبات درمانی سرماخوردگی .
اشکال دارویی: قرص

## مکانیسم اثر
به مکانیسم اثر هر یک از این داروها یا به قرص سرماخوردگی بزرگسالان مراجعه شود.

## عوارض جانبی
ناشی از ترکیبات سازنده دارو می‌باشد مثلاً کلرفنیرامین خواب‌آور است.